# 小行星7536
小行星7536（7536 Fahrenheit）是一颗绕太阳运转的小行星，为主小行星带小行星。该小行星于1995年11月21日发现。

## 轨道参数
小行星7536的轨道半长轴为2.8471346 UA，离心率为0.155。